# United International Pictures
United International Pictures (forkortet UIP) er et amerikansk filmdistributionsselskab, der blandt andet distribuerer film til danske biografer.

## Ejerforhold
Firmaet er ejet i fællesskab af Paramount og Universal og har kontorer i 18 lande, herunder Danmark.